# 底抜けびっくり仰天
『底抜けびっくり仰天』（原題：Scared Stiff）は、1953年に公開されたジェリー・ルイスとディーン・マーティン主演のアメリカ合衆国のコメディ映画。底抜けシリーズの一つであり、ボブ・ホープ主演の映画『ゴースト・ブレーカーズ』をリメイクした作品である。

## ストーリー
メアリーはハバナの海岸にある小島を相続し、ニューヨークで知り合ったラリーという歌手とともに船で現地に赴き、ラリーの親友でこの船の給仕であるマイロンも同行する。ところで、この島には幽霊が出るという噂があり、メアリーはコルテガという人物から島を売るよう勧められていたが、相手にしなかった。怪しげな影がメアリーを突け狙う中、ラリーが守ってくれるおかげもあり、2人の間に愛が芽生える。
船上でメアリーは知人のトニーと出会い、幽霊は事実だと告げられるが、ラリーは幽霊の正体を暴いてやると息まく。
ハバナに到着した後、ラリーは怖がるマイロンを連れて島へ上陸し、島内にあった荒れた屋敷に足を踏み入れたことで様々な怪異に巻き込まれる。遅れてきたメアリーと合流した2人は、虫の息のコルテガを見つける。死の直前、コルテガは屋敷に財宝が隠されていることを告げる。ラリーとメアリーが財宝を見つけたところ、トニーが姿を現し、コルテガを殺したのが自分であることを明かすと、2人に襲い掛かる。そこへマイロンが駆けつけ、ラリーたちは危機を脱する。

## キャスト
| 役名         | 俳優                   | 日本語吹替                                                                                                  |
| 役名         | 俳優                   | フジテレビ版                                                                                                |
| ------------ | ---------------------- | --- |
| ラリー       | ディーン・マーティン   | 羽佐間道夫                                                                                                  |
| マイロン     | ジェリー・ルイス       | 近石真介 |
| メアリー     | リザベス・スコット     | 平井道子 |
| コルテガ     | ジョージ・ドレンツ     | 小林清志 |
| トニー       | ウィリアム・ケンダ     | 村越伊知郎                                                                                                  |
| カルメリータ | カルメン・ミランダ     | |
| ロージー     | ドロシー・マローン     | |
| ショーティー | レオナルド・ストロング | |
| 不明 その他  |                        | 富田千代美 藤本譲 緑川稔 石森達幸 上田敏也 井上弦太郎 清川元夢 植田敏生 立壁和也 島木綿子 仲木隆司 田中康郎 |
|              |                        | |
| 演出         | 演出                   | 春日正伸 |
| 翻訳         | 翻訳                   | 飯嶋永昭 |
| 効果         |                        | |
| 調整         |                        | |
| 制作         | 制作                   | 東北新社 |
| 解説         |                        | |
| 初回放送     | 初回放送               | 1972年8月20日 『サンデー洋画劇場』                                                                          |

## スタッフ
- 監督：ジョージ・マーシャル
- 製作：ハル・B・ウォリス
- 原作：ポール・ディッキー、チャールズ・W・ゴダード
- 脚本：ハーバート・ベイカー、ウォルター・デレオン
- 撮影：アーネスト・ラズロ
- 特殊効果：ゴードン・ジェニングス
- 音楽：ジョセフ・J・リリー

## ギャラリー

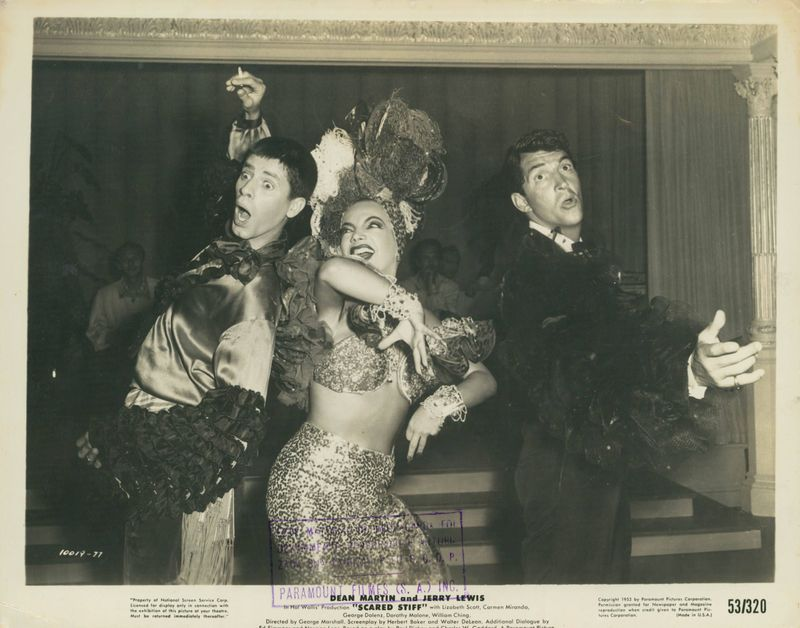
写真左より、ジェリー・ルイス、カルメン・ミランダ、ディーン・マーティン
カルメン・ミランダ（写真中央の女性）
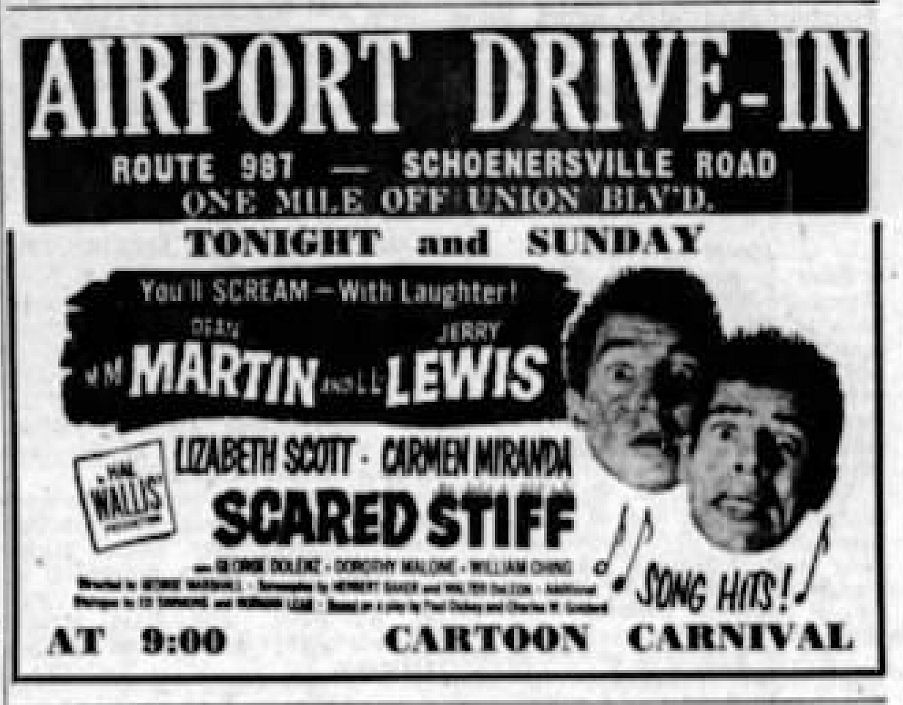
本作の新聞広告